# Pseudotolna marshalli
Pseudotolna marshalli is een vlinder van de familie van de visstaartjes (Nolidae). De wetenschappelijke naam van deze soort is voor het eerst voorgesteld als Sphingomorpha marshalli door George Francis Hampson in een publicatie uit 1902.
De soort komt voor in Kenia, Tanzania, Zambia, Mozambique, Zimbabwe en Zuid-Afrika.